# Alfredo Eusebio Gobbi
Alfredo Eusebio Gobbi Chiapapietra (* 5. Februar 1877 in Paysandú; † 25. Januar 1938 in Buenos Aires) war ein uruguayischer Artist, Schauspieler, Sänger, Gitarrist und Tangokomponist.

## Leben und Wirken
Gobbi begann seine Laufbahn als Sänger in einem Zirkus in seinem Heimatland. 1895 kam er nach Buenos Aires, wo er Akrobat und Turner im Zirkus Anselmi wurde. Ab 1900 trat er mit den Brüdern Alcides und Antonio Petray in einer Show über Juan Moreira auf. 1904 leitete er eine eigene Theatergruppe. Er bildete ein Gesangsduo mit seiner Frau Flora Gobbi (Flora Hortensia Rodríguez de Gobbi; * 1883 in Chile; † 22. Juli 1952). Mit ihr tourte er durch Europa und Amerika, trat in Zirkussen, Theatern und Aufführung von Zarzuelas auf. Vor allem wurden beide jedoch als Pioniere der neuen Technik der Musikaufnahme bekannt. Unter Namen wie Los Gobbi, Los Campos, Alfredo E. Gobbi, Gobbino el 77 oder El Gaucho Alegría nahmen sie bei den Label Homokord, Columbia, Pathe, Odeon, Gath & Chaves, Poliphon, Da Capo, Gloria, Kaliope, Phyriny, Cabezas, Edison und anderen zahlreiche Titel auf. Nach Angaben von Juan Francisco López nahmen sie allein 1905 in den USA 250 Zylinder auf; später wechselten sie zu den leichter zu produzierenden Schellackplatten. Während eines Aufenthaltes in Paris wurde 1912 ihr Sohn Alfredo Gobbi geboren, der später als El violín romántico del tango berühmt wurde.
Außer mit seiner Frau nahm Gobbi auch Zylinder und Platten u. a. mit Ángel Villoldo, Eugenio López, Diego Munilla, Francisco Romeral und Saúl Salinas auf. 1926 gründete er ein Trio mit Agustín Irusta und Roberto Fugazot. Auch als Komponist war Gobbi sehr produktiv und erfolgreich. Sein Freund Carlos Gardel nahm seinen Tango Sin madre und die Walzer La entrerriana und Delirio gaucho und im Duo mit José Razzano Preciosa mía und El picaflor auf, und von Ignacio Corini gibt es Aufnahmen der Titel Altar criollo, El ranchito, Lauros y glorias und No me abandones. Als Schauspieler trat Gobbi in den Filmen Poncho blanco und Cadetes de San Martín und mit Luis Sandrini in Loco lindo auf.

## Kompositionen
- Tocá fierro
- Tomale el tiempo
- ¿Qué hacés Pulentín?
- En qué topa que no d'entra
- Seguila que va chumbiada
- Por qué no comprás un lote
- Pasate el peine
- Aura que ronca la vieja
- Bajále la mano al Negro
- El aporriao
- El Rengo Pata Blanca
- La chinita
- El criollo argentino
- El compadre oriental
- El sanducero
- Aguardate china
- ¿A mí, Maní?
- El afamao
- La coqueta del Plata
- Muy del aeroplano
- El pretencioso
- El ladiao
- Viento norte
- París-Londres
- La mimosa
- El domador
- El uruguayo
- El mamao
- El tigre
- Como flor de camalote
- Altar criollo
- La novia unitaria
- Virgen de la Balvanera
- La candombera
- Preciosa mía
- El picaflor
- Sin madre
- La entrerriana
- Delirio gaucho
- Altar criollo
- El ranchito
- Lauros y glorias
- No me abandones